# شون سميث (لاعب كرة قدم)
شون سميث (بالإنجليزية: Sean Smith)‏ (و. 1987  م) هو لاعب كرة قدم أمريكية، من الولايات المتحدة، ولد في باسادينا، كاليفورنيا، يلعب كظهير خلفي ‏.

## التعليم
تعلم في ثانوية بلير ‏.

## روابط خارجية
- شون سميث على موقع مرجع كرة القدم المحترفة.كوم (الإنجليزية)